# 迈可赫里·杜比
迈可赫里·杜比（Mkhokheli Dube，1983年6月18日—），生于布拉瓦約，津巴布韋职业足球运动员，曾效力于美國職業足球大聯盟球会新英倫革命。